# Епархия Идукки
Епархия Идукки (лат. Eparchia Idukkensis) — епархия Сиро-малабарской католической церкви c центром в городе Идукки, Индия. Епархия Идукки входит в  митрополию Эрнакулам — Ангамали. Кафедральным собором епархии Идукки является церковь святого Георгия.

## История
19 декабря 2002 года Римский папа Иоанн Павел II издал буллу Maturescens Catholica, которой учредил епархию Идукки, выделив её из епархии Котамангалама.

## Ординарии епархии
- епископ Mathew Anikuzhikattil (15.01.2003 — по настоящее время).

## Источник
- Annuario Pontificio, Ватикан, 2007
- булла Maturescens Catholica  (лат.)